# Dion Chrysostomos
Dion Chrysostomos (auch Dion von Prusa; * nach 40; † vor 120) war ein antiker griechischer Redner, Schriftsteller und Philosoph des 1. Jahrhunderts. Achtzig seiner Reden sind überliefert. Sein Beiname Chrysostomos bedeutet im Griechischen „Goldmund“.
Dion Chrysostomos sollte weder mit seinem mutmaßlichen Enkel Cassius Dio, einem römischen Geschichtsschreiber, verwechselt werden noch mit dem Kirchenvater Johannes von Antiochia, der im 4. Jahrhundert lebte und aufgrund seiner Redekunst ebenfalls den Beinamen Chrysostomos erhielt.

## Leben
Dion wurde zwischen 40 und 45 in Prusa in der römischen Provinz Bithynien (heute Bursa in der nordwestlichen Türkei) geboren. Als Philosoph war er Kyniker und Stoiker; man rechnet ihn der Zweiten Sophistik zu. Unter Kaiser Titus lebte Dion offenbar in Rom und schrieb über eine skandalöse Verbindung des Kaisers mit dem Boxer Melankomas. Dion kritisierte auch den auf Titus folgenden Kaiser Domitian, der ihn 82 aus Rom, Italien und Bithynien verbannte, weil Dion einen verschwörerischen Verwandten des Kaisers beraten habe. Dion soll während seines Exils durch das gesamte Römische Reich gereist sein, angeblich oft in schlechter Kleidung und von Handarbeit lebend.
Nach der Ermordung des bei den Soldaten beliebten Domitian im Jahr 96 soll Dion in einem Heerlager römischen Truppen eine Meuterei ausgeredet und sie überzeugt haben, den Willen des römischen Volkes zu akzeptieren. Unter Kaiser Marcus Cocceius Nerva wurde seine Verbannung aufgehoben, woraufhin Dion den Beinamen Cocceianus annahm. Nach Nervas Tod wurde er ein enger Freund des Kaisers Trajan. Seine letzten Lebensjahre verbrachte Dion wieder in seiner Heimatstadt Prusa, wo er einige Reputation genossen zu haben scheint, und es gibt Berichte, er sei um 111 in einen Rechtsstreit um die Erneuerung der Stadt verwickelt gewesen. Man nimmt heute an, er sei bald nach 112, vermutlich zwischen 115 und 120, gestorben.

## Werk

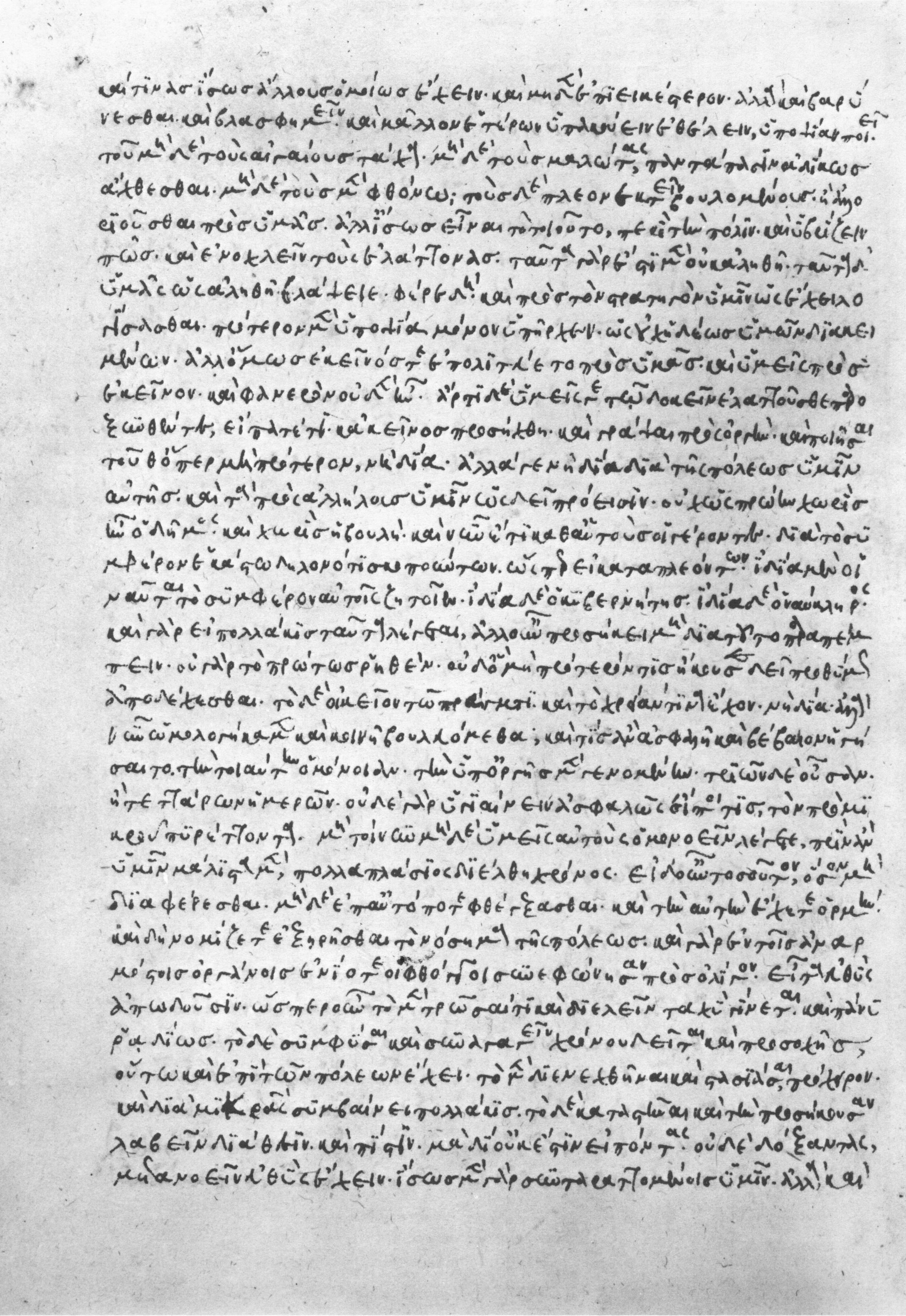
Eine Seite der 1328 geschriebenen Handschrift Florenz, Biblioteca Medicea Laurenziana, Conventi soppressi 114, fol. 141v, die Reden Dions enthält

Dions Reden behandeln ein weites Spektrum von Themen. Einige von ihnen könnten ausgearbeitet worden sein, um vor Trajan präsentiert zu werden. In ihnen geht es um das Königtum, um den Lebensstil des Diogenes, um Tugend, Freiheit, Sklaverei, Reichtum, Habgier, Laster, Krieg, Feindschaft und Frieden, um gute Amtsführung und um andere moralische Fragen. Dion stritt eindringlich gegen die Erlaubnis zur Prostitution.
Dion war ein Zeitgenosse von Plutarch, Tacitus und Plinius dem Jüngeren. Obwohl er nicht über die Christen als solche schrieb, scheinen diese sich doch auf seine kynische und stoische Philosophie als moralische Parallele zur Lehre des Apostels Paulus bezogen zu haben. Er wäre damit ein Beispiel für den Einfluss heidnischer Philosophie auf die Entwicklung des frühen Christentums.

## Übersetzungen
Gesamtausgaben
- Dion Chrysostomos, Sämtliche Reden. Eingeleitet, übersetzt und erläutert von Winfried Elliger. Artemis Verlag, Zürich [1967].
- Dio Chrysostom, Discourses. Herausgegeben und übersetzt von James Wilfred Cohoon und Henry Lamar Crosby (= Loeb Classical Library. Bände 257, 339, 358, 376, 385). 5 Bände, Heinemann, London 1932–1951 (diverse Nachdrucke).

Ausgaben, Übersetzungen und Kommentare zu einzelnen Reden
- Dion von Prusa: Der Philosoph und sein Bild. Herausgegeben von Heinz-Günther Nesselrath, eingeleitet, ediert, übersetzt und mit interpretierenden Essays versehen von Eugenio Amato, Sotera Fornaro, Barbara E. Borg, Renate Burri, Johannes Hahn u. a. (= SAPERE. Band 13). Mohr Siebeck, Tübingen 2009, ISBN 978-3-16-150071-8 (PDF im Open Access).
- Armut – Arbeit – Menschenwürde. Die Euböische Rede des Dion von Prusa. Eingeleitet, übersetzt und mit interpretierenden Essays versehen von Gustav Adolf Lehmann, Dorit Engster, Dorothee Gall u. a. (= SAPERE. Band 19). Mohr Siebeck, Tübingen 2012, ISBN 978-3-16-151825-6 (PDF im Open Access).
- Anna Nieschler: Der Borysthenitikos des Dion von Prusa. Einleitung und Kommentar (= Palingenesia. Band 138). Franz Steiner, Stuttgart 2024, ISBN 978-3-515-13681-5.